# Grotte d'El Soplao
La grotte du Soplao (grotte du Souffle, en français) est une grotte touristique située dans les communes de Herrerías, Valdáliga et Rionansa, en Cantabrie, en Espagne,. La qualité et la quantité de ses spéléothèmes, ses 27 km de longueur, dont 6 km sont ouverts au public, en font une grotte de classe internationale.

## Situation
La grotte du Soplao est située dans la Sierra de Arnero, une partie de la Sierra del Escudo de Cabuérniga.

## Historique
La grotte a été découverte par hasard lors d'un forage minier, puis exploitée pour l'extraction de minéraux. Pendant son exploitation, de nombreuses familles locales vivaient des revenus tirés de l'exploitation minière, associés à l'élevage. Après des décennies d'abandon, le club de spéléologie de l'université de Cantabrie a découvert depuis 1975 sa véritable valeur géologique.
Le gouvernement de Cantabrie a ouvert la grotte au public le 1er juillet 2005 et l'a fait connaitre au niveau international, après des travaux d'aménagement et l'adoption de normes de protection.

## Géologie
Les roches karstiques dans lesquelles s'est formée la grotte remontent au Crétacé inférieur, il y a environ 140 millions d'années.
Les recherches ont permis de découvrir des gisements d'ambre, des stromatolithes souterrains formés par des bactéries oxydant le manganèse, et une nouvelle forme minérale, la zaccagnaite (en)-3R.

## Description
On trouve dans la grotte des formations très inhabituelles, comme des hélictites (stalactites excentriques qui défient la gravité) et autres spéléothèmes, comme des draperies (plis translucides suspendus au plafond) et des perles des cavernes.

## Galerie

Grotte du Soplao
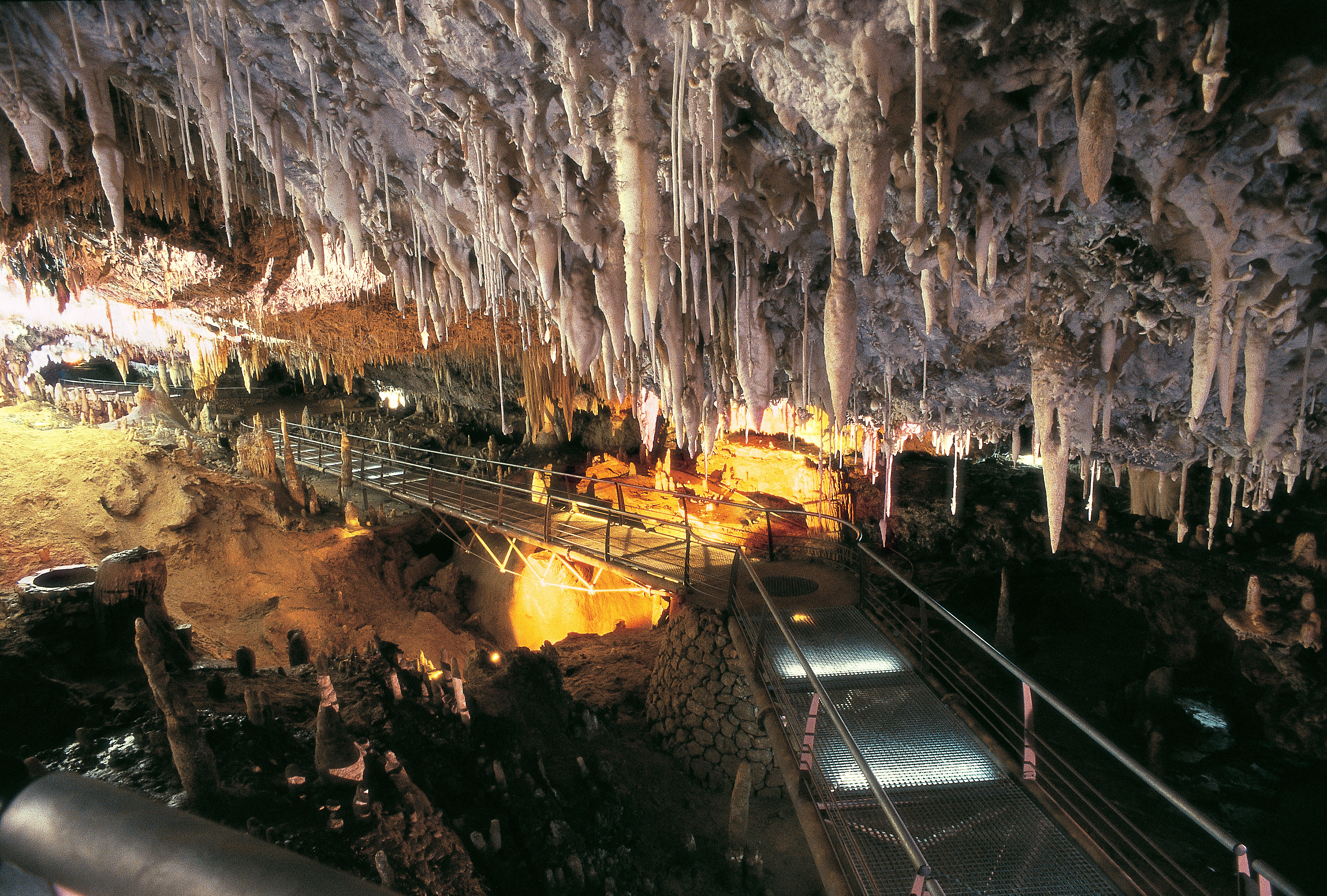
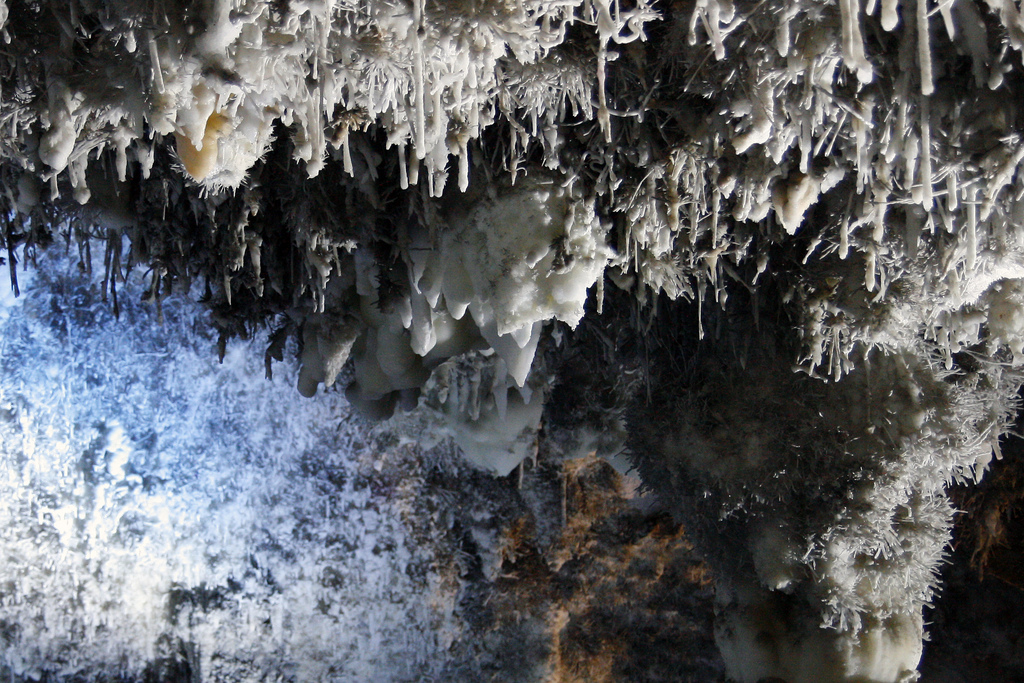
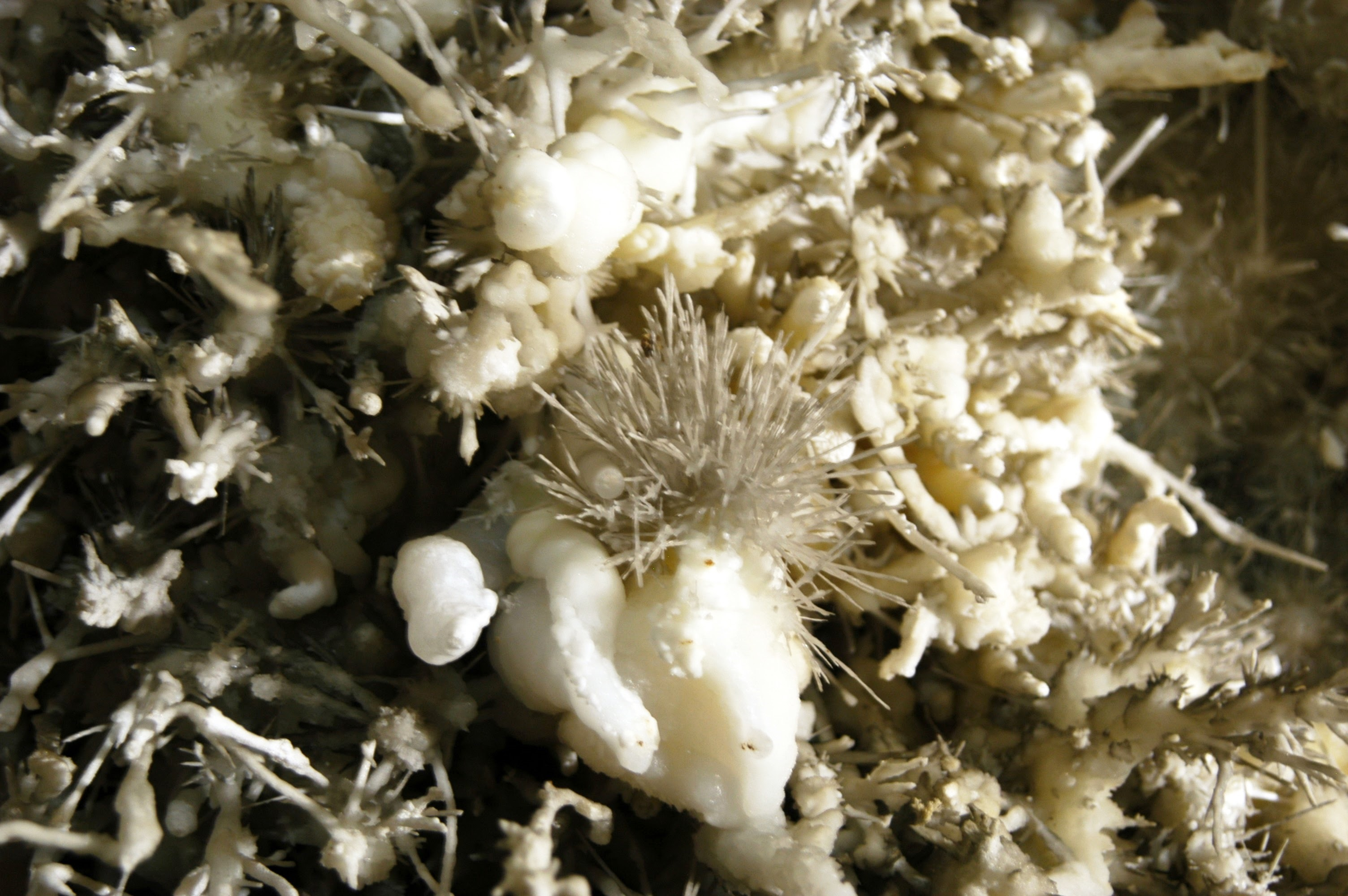